# Wygnanka (Czortków)
Wygnanka Dolna, dawn. Wygnanka (ukr. Долішня Вигнанка) – dawna wieś, obecnie część miasta Czortkowa na Ukrainie, w obwodzie tarnopolskim. Rozpościera się na wschód od centrum miasta, nad przeciwległym brzegu Seretem. Od wschodu graniczy ze wsią Wygnanka Górna.
W II RP Wygnanka  stanowiła gminę jednostkową przynależała do woj. tarnopolskiego i powiatu czortkowskiego; w 1921 roku liczba mieszkańców wynosiła 6275. 1 kwietnia 1930 gminę Wygnanka zniesiono, włączając ją do miasta Czortkowa.